# The Offspring (album)
The Offspring – debiutancki album grupy The Offspring wydany w roku 1989 i wznowiony w 1995.
Charakteryzuje się szybkim, surowym brzmieniem, porównywalnym do nagrań Dead Kennedys lub wcześniejszych Bad Religion. Pierwotnie dostępny był tylko na dwunastocalowej płycie winylowej i kasecie.
Wersja z roku 1995 jest taka sama jak pierwotna. Zmianie uległa jedynie wytwórnia – z Nemesis Records na Nitro Records (label Dextera Hollanda). Zmieniono również tylną okładkę, która w oryginale była bardzo brutalna (przedstawiała potwora przypominającego ksenomorfa, wychodzącego z ciała).
Piosenki na płycie poruszają tematykę wojny (Jenniffer Lost the War, Out on Patrol, Tehran), protest song przeciwko polityce wewnętrznej rządu Stanów Zjednoczonych (Kill the President) lub zbrojnej polityce zagranicznej (Tehran), czy problem napięć w stosunkach między młodzieżą a dorosłymi (Elders). Utwór Beheaded to drastyczny opis dekapitacji własnej rodziny za pomocą gilotyny „domowej konstrukcji”.

## Lista utworów
1. Jenniffer Lost the War
2. Elders
3. Out on Patrol
4. Crossroads
5. Demons
6. Beheaded
7. Tehran
8. A Thousand Days
9. Blackball
10. I’ll Be Waiting
11. Kill the President (usunięty z oficjalnej listy utworów w 2001)

## Skład zespołu
- Dexter Holland – wokal, gitara
- Noodles – gitara elektryczna
- Greg K. – bas
- Ron Welty – perkusja

Utwór Beheaded został napisany przez byłego członka i założyciela zespołu Jamesa Lilje.
Na wydaniu winylowym z roku 1989 Dexter jest podpisany swym prawdziwym imieniem – Bryan.